# 河野丈洋
河野 丈洋（こうの たけひろ、1978年9月18日 - ）は、日本の作曲家、音楽家。埼玉県上尾市出身。

## 来歴
2001年、ロックバンドGOING UNDER GROUNDのメンバー（ドラムス）としてシングル『グラフティー』でビクターエンタテインメントよりデビュー。バンドのリーダーを務め、同バンドのメインソングライターの松本素生に次いでバンドの楽曲の作詞・作曲を手掛けたほか、ドラムス以外にもピアノ、ギター、パーカッション、ヴァイオリンなどさまざまな楽器を演奏し、メインボーカルを担当することもあった。バンドでの活動と並行してシンガーソングライターとしても活動し、2009年にはソロデビューアルバム『CRAWL』を発表。
2009年10月、直木賞作家の角田光代と結婚。
2015年1月31日に渋谷公会堂で行われたライブをもってGOING UNDER GROUNDを脱退。
以降は舞台音楽等、劇伴の制作を中心に活動し、多くの鴻上尚史作品において音楽担当を務めている。

## 人物
- 趣味は読書、雑貨店へ行くこと。好きな作家はヘルマン・ヘッセ、トルーマン・カポーティ、オー・ヘンリー、ジョン・アーヴィング、カート・ヴォネガット、島田荘司など。
- 1994年から2015年まで在籍していたGOING UNDER GROUNDのメンバーの中澤寛規、石原聡とは埼玉県立桶川高等学校の同級生。また、同バンドのジャケットイラストを多く手がける宮尾和孝は小学校時代の同級生である。
- 作家の中村航や長嶋有らと交流がある[4]。河野作詞・作曲のGOING UNDER GROUNDの楽曲「サイドカー」は、長嶋の小説『サイドカーに犬』にインスパイアされて作ったものである。同じく長嶋の小説『ねたあとに』『問いのない答え』には、河野をモデルとするミュージシャンが登場する。
- ドラムスは向山テツに師事していた[5]。
- 大東文化大学文学部に在籍していた[6]。

## 主な作品

### 舞台
- ベター・ハーフ（作・演出／鴻上尚史、2015年）
- HAKUTO～白兎（しろうさぎ）～（企画／吉田照美　脚本／鹿目由紀　演出／鴻上尚史、2015年）
- イントレランスの祭（虚構の劇団　作・演出／鴻上尚史、2016年）
- 天使は瞳を閉じて（作・演出／鴻上尚史、2016年）
- サバイバーズ・ギルト＆シェイム（KOKAMI@network　作・演出／鴻上尚史、2016年）
- 舞台版 ドラえもん のび太のアニマル惑星（再演）（原作／藤子・F・不二雄　脚本・演出／鴻上尚史、2017年）
- ベター・ハーフ（再演）（作・演出／鴻上尚史、2017年）
- もうひとつの地球の歩き方〜How to walk on another Earth.〜（虚構の劇団　作・演出／鴻上尚史、2018年）
- ローリング・ソング（KOKAMI@network　作・演出／鴻上尚史、2018年）
- ピルグリム2019（虚構の劇団　作・演出／鴻上尚史、2019年）
- 勝小吉伝 〜ああ わが人生 最良の今日〜（脚本／鹿目由紀・鴻上尚史　演出／鴻上尚史、2019年）
- 地球防衛軍苦情処理係（KOKAMI@network　作・演出／鴻上尚史、2019年）
- ハルシオン・デイズ 2020（KOKAMI@network　作・演出／鴻上尚史、2020年）
- アカシアの雨が降る時（作・演出／鴻上尚史、2021年）
- ロミオとロザライン[7]（作・演出／鴻上尚史、2021年）
- エゴ・サーチ（作・演出／鴻上尚史、2022年）
- 日本人のへそ[8]（虚構の劇団　作／井上ひさし、演出／鴻上尚史、2022年）
- ウィングレス(wingless)ー翼を持たぬ天使ー（KOKAMI@network　作・演出／鴻上尚史、2023年）
- スワン・ケージ（劇団あおきりみかん　作・演出：鹿目由紀、2023年）
- アカシアの雨が降る時（作・演出／鴻上尚史、2023年）
- おとぎ話ダンス 音楽劇「おはなしルルラン」[9]（泥棒対策ライト　作・演出・振付／下司尚実、2024年）

### 映画
- ハミングライフ（脚本・監督／窪田崇、2007年1月13日公開）
- ウタモノガタリ-CINEMA FIGHTERS project-「ファンキー」（脚本・監督／石井裕也、2018年）
- 町田くんの世界（脚本／片岡翔、石井裕也　監督／石井裕也、2019年6月7日公開）
- 生きちゃった（脚本・監督／石井裕也、2020年10月3日公開）
- 茜色に焼かれる[10]（脚本・監督／石井裕也、2021年5月21日公開）

### テレビドラマ
- 中学生日記（2009年 - 2010年、NHK教育）
- 女性作家ミステリシリーズ 美しき三つの嘘「平凡」（2016年、フジテレビ）
- キッドナップ・ツアー（2016年、NHK総合）
- Rの法則スペシャル「大江戸ロボコン」（2017年、Eテレ）
- 乱反射（2018年、メ〜テレ）※2019年9月21日劇場公開
- ドラマ25「絶メシロード」「絶メシロード season 2」（2020・2022年、テレビ東京系列）

### CM
- 日本ゼオン「企業広告『扉編』」
- にんべん「だしとスパイスの魔法」
- 資生堂「水分ヘアパック」

### プラネタリウム番組
- 星に願いを、月に祈りを（脚本・監督／井内雅倫、2014年）
- 宇宙は寝て待て!?－人工冬眠がひらく未来－（制作／神戸市立青少年科学館、2022年）

### 楽曲提供
- 永井真理子「幼なじみ」（2002年、アルバム『そんな場所へ』収録） - 作詞・作曲
- 平絵里香「鳥ロケット」「窓の外」（2006年、アルバム『顔色スピーカー』収録） - プロデュース
- 松たか子「イナーシア」（2007年、アルバム『Cherish You』収録） - 作詞・作曲
- John-Hoon「GLASS RAIN」（2008年、シングル『サクラTEARS』収録） - 作詞・作曲
- 藤井フミヤ「暗くなるまで待って」（2009年、アルバム『F's シネマ』収録） - 作詞・作曲
- 城南海「Silence」（2014年、アルバム『綾蝶 〜アヤハブラ〜』収録） - 作詞・作曲
- 宮本毅尚「ここからはるか」（2016年、ミニアルバム『GIFT』収録） - 作詞・作曲・編曲
- 城南海「クレムツ」（2019年、アルバム『one』収録） - 作詞

## ディスコグラフィー

### 河野丈洋 名義
CRAWL（2009年12月25日、NORAH RECORDS）
ミニアルバム。GOING UNDER GROUNDの公式サイトでの通販のほか、河野のソロ活動時のライブ会場などで販売されていた。ジャケットイラストは長崎訓子。「点線」を藤井フミヤがアルバム『Life is Beautiful』にてカバーしており、藤井のソロデビュー25周年の際に行われたファンによる人気楽曲投票で7位にランクインした。
1. わかりあえたら
2. 点線
3. モノクローム
4. Hold on
5. ひとつだけ
6. 上尾市立南中学校校歌

### HARCO＋カジヒデキ＋河野丈洋(GOING UNDER GROUND) 名義
- ハルフェス・トライアングル(HQD ver.)（2012年4月11日配信開始、ポリスター）[12]
- 『BLUE × 5 = Musabi Live !』（Live Tracks）（2013年2月14日配信開始、HARCOLATE）[13]

いずれもHARCO、カジヒデキとのコラボ・ユニットでの配信限定作品。OTOTOYで配信。
- BLUE × 5 ＝ Musabi Live!（2018年4月25日、HARCOLATE LABEL）

上記配信2作品をCD化したもの。

## 著作
- もう一杯だけ飲んで帰ろう。（2017年11月 新潮社） - 角田光代との共著